# 下関要塞

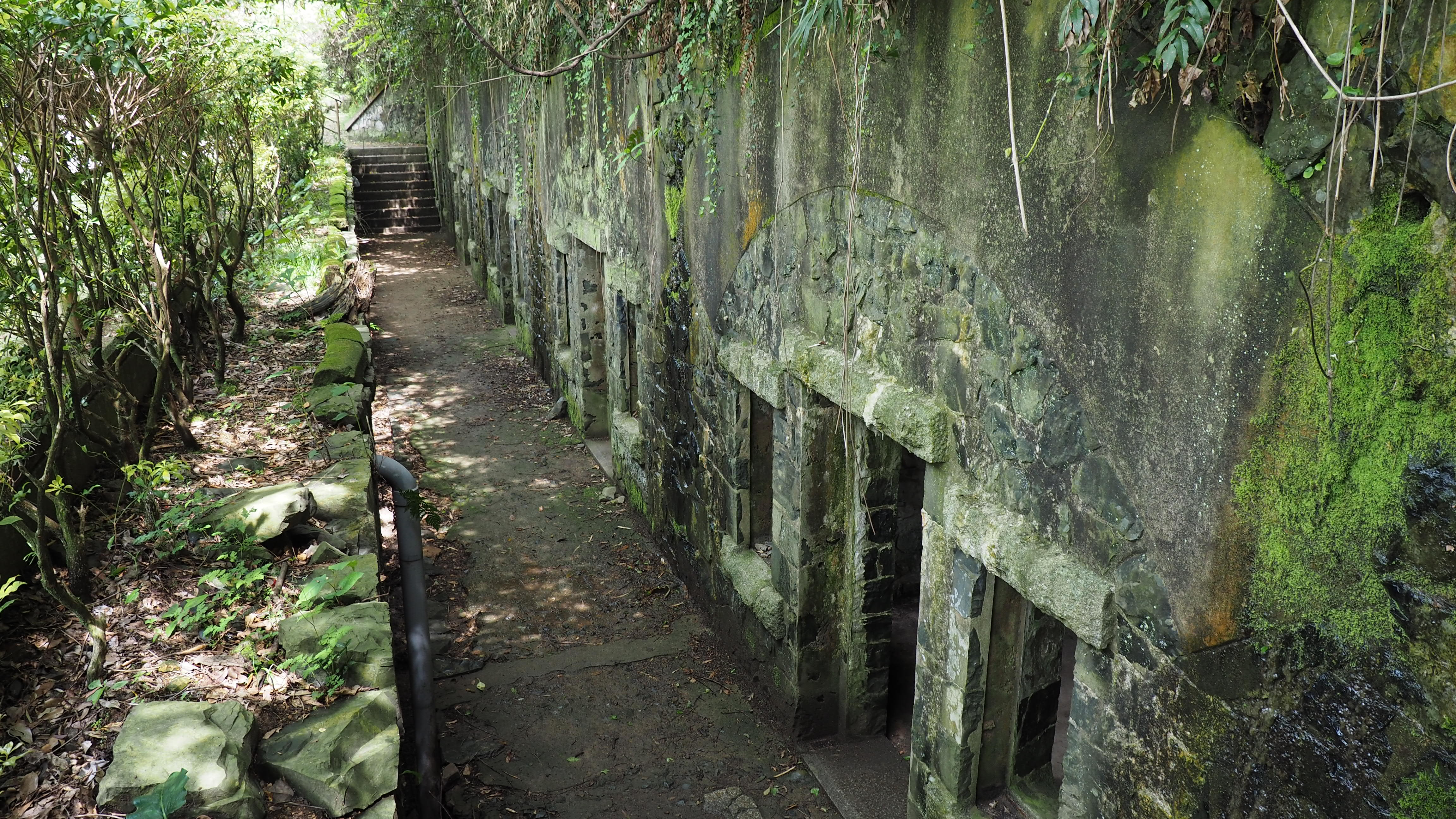
火の山砲台 掩蔽壕

下関要塞（しものせきようさい）は、関門海峡周辺に設置された大日本帝国陸軍の要塞である。当初は下ノ関要塞と表記した。

## 概要
九州側は富野から東は和布刈、南は高蔵山にかけての小倉、門司の山々、下関側は火の山、霊鷲山などの山々の全体を要塞として活用した巨大な要塞で、小倉にあった第12師団の管轄下にあった。明治時代の任務は関門海峡、周防灘の沿岸防備であった。昭和になると朝鮮海峡の防衛と小倉陸軍造兵廠を中心とした小倉市街地の防空を主な任務としていた。そのため、玄界灘の島々にも砲台を築いている。

戦後、要塞の跡地は様々な運命を迎え、中には取り壊された施設もあるが、当時の状態で未だに残っている施設も多い。一部は陸上自衛隊が使用しているとみられる。

## 歴史
明治時代、四面を海に囲まれた大日本帝国は外敵を防ぐため、全国に砲台を整備する必要に迫られていた。1886年（明治19年）には陸軍省が全国に砲台を建築する事を計画し、関門海峡でも1887年（明治20年）9月より、田の首砲台・田向山砲台を起工し要塞の建設が開始された。この時代の防衛は、敵が海岸付近まで攻めてきた所を船と協力して撃滅する、まさに「陸に砲台、海に船」といったものであった。そのため、陣地は関門海峡の沿岸に集中しており、多くの大砲が設置された。

1895年（明治28年）4月には東京湾要塞司令部と共に下関要塞司令部が設置された。その後、1899年には要塞地帯法により下関要塞地帯と名付けられ、写真撮影などが禁止された。重要な拠点であった下関要塞は重要な軍事機密でもあった。1893年（明治26年）には英国汽船クレーブランド号の「乗組員」が下関要塞の古城山砲台に侵入、施設図面を記録し逮捕されるという事件がおきている。

日露戦争が終わり、平和な時代になると要塞の整理が行われ、特に街中にあった敷地の一部が払い下げられた。現在では市民の憩いの場である老松公園もこの敷地を使ったものである。昭和に入ると日本と朝鮮、満州との間を守るため、玄界灘の島々に砲台を設置し、壱岐要塞や対馬要塞とも協力して朝鮮海峡全体を防衛するようになった。また、関門海峡一帯には空襲を防ぐために高射砲を多く設置した。小倉は小倉陸軍造兵廠を持つ軍都であったので激しい空襲も行われたが、要塞は終戦までその任務を全うした。

戦後、1974年には地元の有志が九州側の陣地跡に石碑を建て、歴史を今に伝えている。

## 施設
「砲台」は対艦射撃用の砲台、「保塁」は陸戦用の砲台の事である。

### 九州側
- 田向山(手向山）砲台
- 富野山保塁　一部は陸上自衛隊の富野分屯地である。
- 古城山砲台　後の国民宿舎めかり山荘付近。門司城の跡も見られる。
- 笹尾山砲台
- 矢筈山保塁　現在はキャンプ場だが軍事施設の跡も残っており、変わった体験が出来る場所となっている。
- 和布刈砲台　現在の和布刈神社付近。大砲が隠してあり、有事の際には敵を真横から砲撃するのが任務であった。
- 高蔵山砲台　周防灘方面の防衛を担当。

足立山には高射砲陣地があった。現在その付近には朝鮮戦争の死者を追悼するメモリアルクロスが立っている。

### 下関側
- 田の首砲台
- 火の山砲台　土木学会選奨土木遺産[1]。火の山公園内にあり、周辺では2024年から公園の再編整備の工事が行われるが、指令室跡は遺構として保存される[2]。
- 戦場ヶ原砲台　ドイツの軍人メッケルが設計したものだという。同上。
- 一里山保塁
- 金比羅山堡塁砲台　昭和後期まではかなり施設が残っていたが、開発で破壊されてしまった。
- 霊鷲山保塁
- 筋山砲台
- 老の山砲台
- 弟子待砲台
- 数珠山砲台
- 観音崎砲台

### 玄界灘
- 蓋井島砲台
- 角島砲台
- 六連島砲台
- 大島砲台
- 沖ノ島砲台
- 白島砲台

## 司令官
- 勝田四方蔵 少将：明治28年4月6日 - 明治30年10月23日
- 桜井重寿 少将：明治30年10月23日 - 明治31年1月26日
- 新井晴簡 砲兵大佐：明治31年2月2日 - 明治32年3月13日
- 勝田四方蔵 少将：明治32年3月13日 - 明治34年6月26日
- 新井晴簡 少将：明治34年6月26日 - 明治38年10月12日
- 不明：明治38年10月12日 - 明治39年3月12日
- 牟田敬九郎 少将：明治39年3月12日 - 明治39年6月1日
- 山根武亮 少将：明治39年6月11日 - 明治41年12月21日
- 牟田敬九郎 中将：明治41年12月21日 - 明治43年11月30日
- 仙波太郎 中将：明治43年11月30日[3] - 明治44年9月6日
- 南部辰丙 中将：明治44年9月6日 - 明治45年2月27日
- 内藤新一郎 中将：明治45年2月27日 - 大正元年12月26日
- 石井隼太 中将：大正元年12月26日 - 大正2年8月22日
- 柴五郎 中将：大正2年8月22日 - 大正3年5月11日
- 重見熊雄 中将：大正3年5月11日 - 大正5年8月18日
- 井上仁郎 中将：大正5年8月18日 - 大正6年8月6日
- 白水淡 中将：大正6年8月6日 - 大正8年4月1日
- 松浦善助 中将：大正8年4月1日 - 大正9年8月10日
- 神頭勝弥 少将：大正9年8月10日 - 大正11年5月13日
- 東乙彦 中将：大正11年8月15日[4] - 大正12年8月6日
- 引田乾作 中将：大正12年8月6日 - 大正13年8月20日
- 貴志弥次郎 中将：大正13年8月20日 - 大正14年5月1日
- 福田彦助 中将：大正14年5月1日 - 大正15年3月2日
- 堀田正一 中将：大正15年3月2日 - 昭和2年7月26日
- 渡辺金造 中将：昭和2年7月26日 - 昭和3年8月10日
- 川田明治 中将：昭和3年8月10日 - 昭和5年8月1日
- 藤田鴻輔 中将：昭和5年8月1日 - 昭和6年8月1日
- 井上忠也 中将：昭和6年8月1日 - 昭和7年8月8日
- 中岡弥高 中将：昭和7年8月8日 - 昭和8年8月1日
- 児玉友雄 中将：昭和8年8月1日 - 昭和9年8月1日
- 下元熊弥 中将：昭和9年8月1日 - 昭和10年3月15日
- 林茂清 中将：昭和10年3月15日 - 昭和11年3月7日
- 松村修己 中将：昭和11年3月7日 - 昭和12年2月8日
- 松村正員 少将：昭和12年2月8日 - 昭和13年3月1日
- 田嶋栄次郎 中将：昭和13年3月1日 - 昭和14年10月2日
- 今村勝次 中将：昭和14年10月2日 - 昭和15年8月1日
- 山地坦 中将：昭和15年8月1日 - 昭和16年10月15日
- 石井嘉穂 中将：昭和16年10月15日 - 昭和17年8月1日
- 佐久間為人 中将：昭和17年8月1日 - 昭和18年3月25日
- 高橋茂寿慶 少将：昭和18年3月25日 - 昭和19年8月8日
- 正井義人 少将：昭和19年8月8日 - 昭和20年1月20日
- 永野叢人 少将：昭和20年1月20日 - 終戦